# De memoires van Sherlock Holmes
De memoires van Sherlock Holmes (originele titel The Memoirs of Sherlock Holmes) is een collectie van twaalf korte verhalen over de detective Sherlock Holmes, geschreven door Arthur Conan Doyle. Voordat de verhalen in boekvorm verschenen, waren ze los van elkaar al te lezen in The Strand Magazine.

## Verhalen

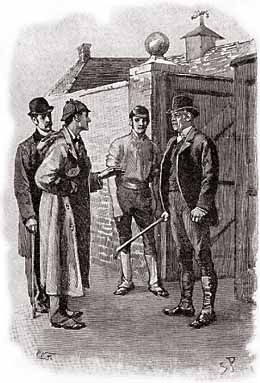
Holmes ontdekt waar het paard is

### Silver Blaze
Dit is een van de populairdere korte verhalen. De plot draait om de verdwijning van een beroemd renpaard genaamd Silver Blaze. Bovendien lijkt Silver Blaze’ trainer, John Straker, te zijn vermoord. Inspector Gregory heeft reeds een man gearresteerd in verband met de moord op Straker wanneer Holmes de zaak aanneemt. Holmes vindt het paard al snel terug door de sporen van het dier te volgen, en ontdekt ook dat Straker meegeholpen heeft het paard uit zijn stal te halen. Straker hield er een tweede vrouw op na, en wilde de uitslag van de paardenrace beïnvloeden om genoeg geld te verdienen om haar tevreden te houden. Hij is zelf niet vermoord: het paard heeft hem een fatale schop tegen het hoofd gegeven.

### The Adventure of the Cardboard Box
Miss Susan Cushing, een 50-jarige ongehuwde vrouw, ontvangt op een dag een pakje met daarin twee afgesneden menselijke oren. Inspecteur Lestrade van Scotland Yard doet de situatie van de hand als een practical joke van een paar medische studenten die ooit bij haar een kamer huurden, maar door haar eruit werden gezet vanwege onbeschoft gedrag. Holmes is ervan overtuigd dat het een serieuze misdaad betreft. De zaak blijkt voor Holmes zeer simpel op te lossen: de oren behoren toe aan een van Miss Cushings zussen en haar echtgenoot. De dader is Jim Browner, een man die wraak wilde op Miss Cushings andere zus, Sarah, voor de problemen die ze had veroorzaakt.

### The Adventure of the Yellow Face
Holmes krijgt bezoek van Mr. Grant Munro, die hem een verhaal vertelt over zijn vrouw, Effie. Ze was al eerder getrouwd, maar haar man en kind stierven beiden aan gele koorts. Ze vluchtte zelf naar Engeland, en ontmoette daar Munro. Kort geleden vroeg ze hem opeens om 100 pond en wilde niet vertellen waarom. Bovendien betrapte Munro haar een keer toen ze naar een vakantiehuis ging en daar iemand met een vreemd geel gezicht zag. Holmes vermoedt dat Effies eerste echtgenoot toch niet gestorven is, en nu terug is gekomen om haar te chanteren. Uiteindelijk blijkt de persoon met het gele gezicht niet Effies eerste echtgenoot te zijn, maar haar dochter uit haar vorige huwelijk (die de gele koorts blijkbaar toch had overleefd). Wanneer Holmes het gele masker afdoet, ziet hij dat het meisje zwart is. Effie verklaart dat ze bang was dat Munro niet meer van haar zou houden als hij wist dat ze moeder was van een negroïde kind. Haar vrees blijkt ongegrond wanneer Munro hen beiden komt halen.

### The Stockbroker's Clerk
Holmes en Watson vertrekken naar Birmingham, samen met hun nieuwe klant: Hall Pycroft. Hij kreeg volgens eigen zeggen een baan aangeboden als kantoormedewerker bij de firma Mawson & Williams, zonder ooit contact met hen te hebben gehad. Hij kreeg echter vrijwel direct een beter aanbod van een man genaamd Arthur Pinner, die hem een baan in Birmingham aanbood. Hij accepteerde, maar kreeg al snel argwaan toen hij in Birmingham werd opgezocht door de broer van Pinner, Harry, die zeer sterk leek op Pinner. Holmes ontdekt dat Pinner en zijn broer in werkelijkheid een en dezelfde zijn. Pinner gaf Pycroft expres die blijkbaar betere baan om hem weg te lokken bij Mawson & Williams, zodat zijn handlanger zich daar voor kon doen als Pycroft en er zo ongezien binnen kon komen om obligaties te stelen. Holmes waarschuwt Mawson & Williams, maar daar blijkt de handlanger al toe te hebben geslagen. Hij kan echter nog worden onderschept.

### The Adventure of the Gloria Scott
Dit verhaal speelt zich af tijdens Holmes’ collegedagen. Hij wordt door zijn vriend, Victor Trevor, om hulp gevraagd nadat diens vader is omgekomen. Dit gebeurde nadat een man genaamd Hudson, die Victors vader kende van vroeger, bij hen was komen werken. Hij gedroeg zich altijd erg onbeschoft. Hudson vertrok uiteindelijk om Beddoes, een andere kennis van vroeger, te zien. Holmes ontdekt dat Hudson Mr. Trevor chanteerde met het feit dat hij er ooit een crimineel leven op na hield, waarvoor hij naar een strafkolonie in Australië werd gestuurd. Onderweg waren hij en Beddoes betrokken bij een gevangenenopstand. De twee konden in het tumult ontsnappen en werden later opgepikt door een ander schip. Slechts een crewlid van de boot waar de gevangenen mee werden vervoerd overleefde het geweld: Hudson. Hij blijkt nu uit te zijn op wraak.

### The Musgrave Ritual

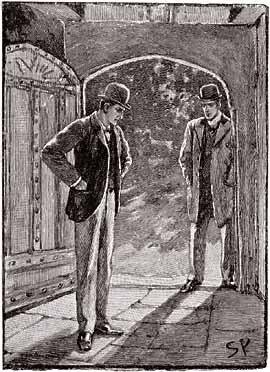
Holmes en Musgrave bij de in het ritueel aangegeven plek

Reginald Musgrave, een medewerker van een universiteit, bezoekt Holmes nadat twee andere personeelsleden, de werkster Rachel Howells en de butler Richard Brunton, zijn verdwenen. Musgrave zag hen voor het laatst toen hij hen betrapte op het lezen van een 17e-eeuws document over het Musgrave Ritueel: een ritueel dat al eeuwen in de familie is maar wat door de meesten wordt afgedaan als iets onzinnigs. Holmes ontcijfert het ritueel, en ontdekt dat het in feite aanwijzingen zijn om iets te vinden. Hij vermoedt dat Brunton dit ook wist en daarom het document wilde hebben. Holmes en Musgrave volgen de aanwijzingen en vinden zo een verborgen kelder. Daar treffen ze het lijk van Brunton aan, naast een kist. Hij is gestikt toen de steen die de kelder afsloot achter hem dichtviel, mogelijk door toedoen van Rachel. In de kist vinden ze een aantal kostbare voorwerpen, waaronder de kroon van Karel I van Engeland.

### The Adventure of the Reigate Squire
Holmes neemt op advies van Watson een paar dagen rust in Reigate na een uitputtende zaak in Frankrijk, maar stuit al snel op een nieuwe zaak. Er is een inbraak gepleegd waarbij vreemd genoeg alleen wat losse voorwerpen zijn gestolen maar niets waardevols. Niet veel later wordt een koetsier genaamd William Kirwan vermoord in het huis van de familie Cunningham. Deze familie heeft al lange tijd onenigheid met de familie Acton over een stuk land. Holmes houdt de Cunninghams, bestaande uit Alec en diens oudere vader, scherp in de gaten. Hij ontdekt al snel dat zij achter de moord zitten. Williams chanteerde de twee, dus besloten ze hem uit de weg te ruimen en de inbraak in scène te zetten om zo “de inbreker” de schuld van de moord te geven.

### The Adventure of the Crooked Man

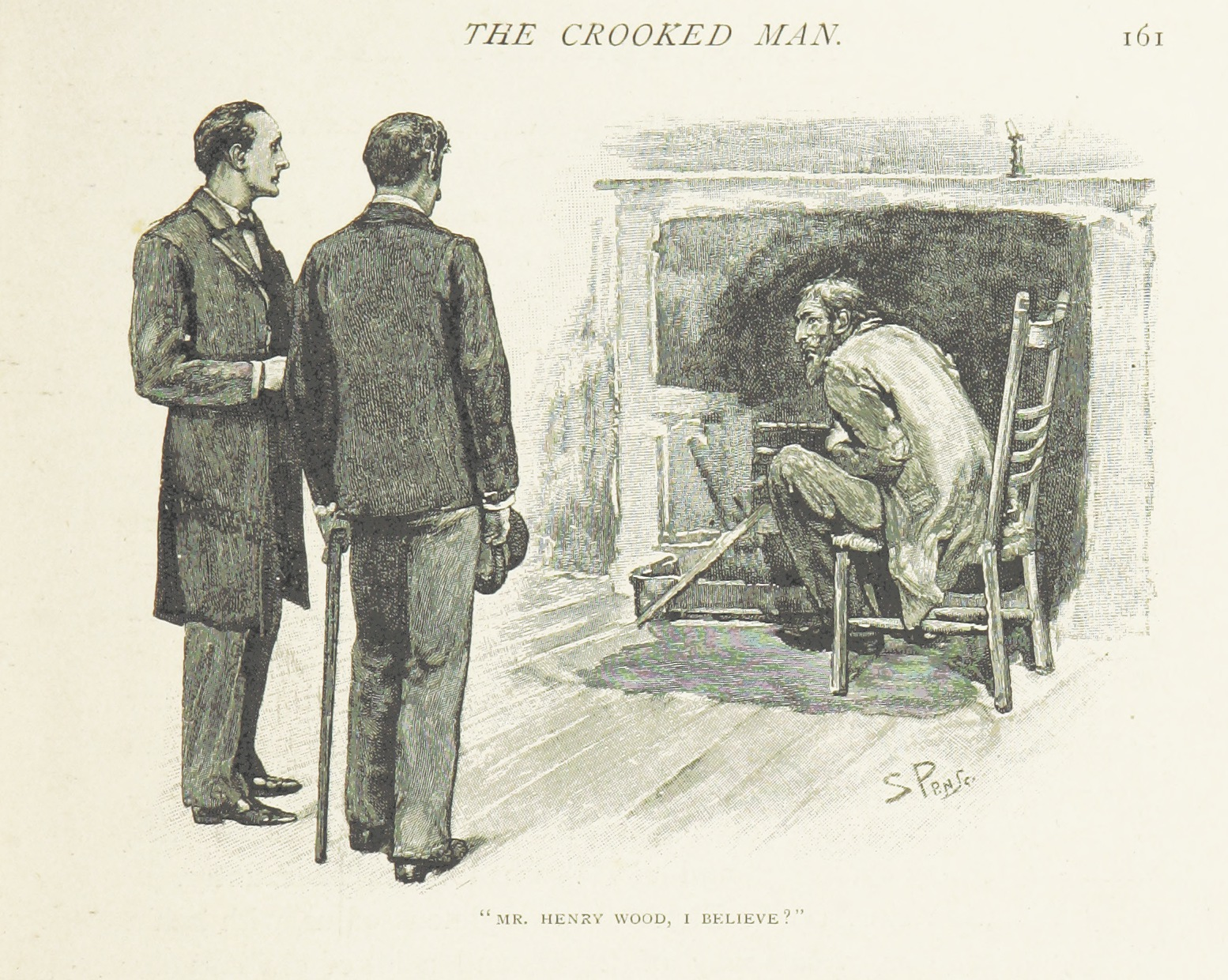
Holmes, Watson en de misvormde man

Kolonel James Barclay is dood en zijn vrouw Nancy wordt ervan verdacht hem vermoord te hebben. Volgens zijn collega’s waren de kolonel en Nancy echter het perfecte koppel. Wel had de kolonel soms een depressie, zonder enige aanwijsbare reden. Het lijk van de kolonel is gevonden door een koetsier, de avond nadat Nancy bij haar buurvrouw, Miss Morrisson, was geweest. Holmes gelooft dat er meer achter de zaak steekt dan op het eerste gezicht lijkt. Nancy bekent uiteindelijk dat ze de avond dat ze bij Miss Morrisson was, een oude misvormde man had ontmoet die ze kende van jaren terug. Holmes identificeert de man als Henry Wood, een sergeant uit hetzelfde regiment als de kolonel. Hij was ook verliefd op Nancy, dus regelde kolonel Barclay in het geheim dat Henry in handen van de vijand zou vallen om hem zo uit de weg te ruimen. Toen de kolonel Henry die avond opeens weer bij zijn huis zag, schrok hij zo dat hij een fatale bloeding kreeg.

### The Adventure of the Resident Patient
Dr. Percy Trevelyan benadert Holmes met een uitzonderlijk probleem. Om aan geld te komen had hij een deal gemaakt met een man genaamd Blessington. Hij voorzag de arme dokter van een eigen praktijk, in ruil voor een kwart van diens opbrengsten. Blessington had zo bovendien altijd een dokter in de buurt. Alles ging goed, tot Blessington opeens erg nerveus werd nadat hij een bericht had gelezen over een inbraak. Kort hierop kreeg de dokter een nieuwe patiënt, een Rus met catalepsie, die werd vergezeld door diens zoon. Holmes besluit met de dokter mee te gaan naar Blessington, maar die beweert niets van de mannen te weten. De volgende dag blijkt Blessington zichzelf te hebben opgehangen. Holmes ontdekt echter dat de twee Russen bij hem geweest zijn, en hem gedwongen hebben zichzelf op te hangen. Het blijkt dat Blessington samen met de twee Russen ooit deel uitmaakte van een criminele bende, totdat Blessington de andere bendeleden verraadde aan de politie. Hij is derhalve nu het slachtoffer van een wraakactie van zijn voormalige collega’s.

### The Greek Interpreter
Dit verhaal introduceert Holmes’ broer, Mycroft, die volgens Holmes nog slimmer is dan hij maar zijn talenten maar zelden volledig benut. Hij wordt benaderd door Mr. Melas, een Griekse tolk. Hij was ingehuurd door een zekere Harold Latimer om te helpen met vertalen bij een zakendeal, maar ontdekte al snel dat er vreemde dingen gaande waren. Hij was getuige van hoe Harold Latimer een man genaamd Kratides wilde dwingen tot het tekenen van enkele papieren. Ook zag hij hoe er een vrouw binnenkwam genaamd Sophy, die Kratides blijkbaar kende. Holmes ontdekt dat het huis waar dit alles plaatsvond zich in Beckenham bevindt. Dan wordt Melas ontvoerd. Holmes, Mycroft en Watson gaan naar het huis, en vinden daar Melas en het lijk van Kratides. Het blijkt dat Kratides de broer is van Sophy, en dat Latimer wilde dat hij de eigendommen van zijn zus aan hem zou overdragen. Latimer is al vertrokken, maar Holmes ontvangt later bericht uit Hongarije dat Latimer dood is gevonden.

### The Naval Treaty

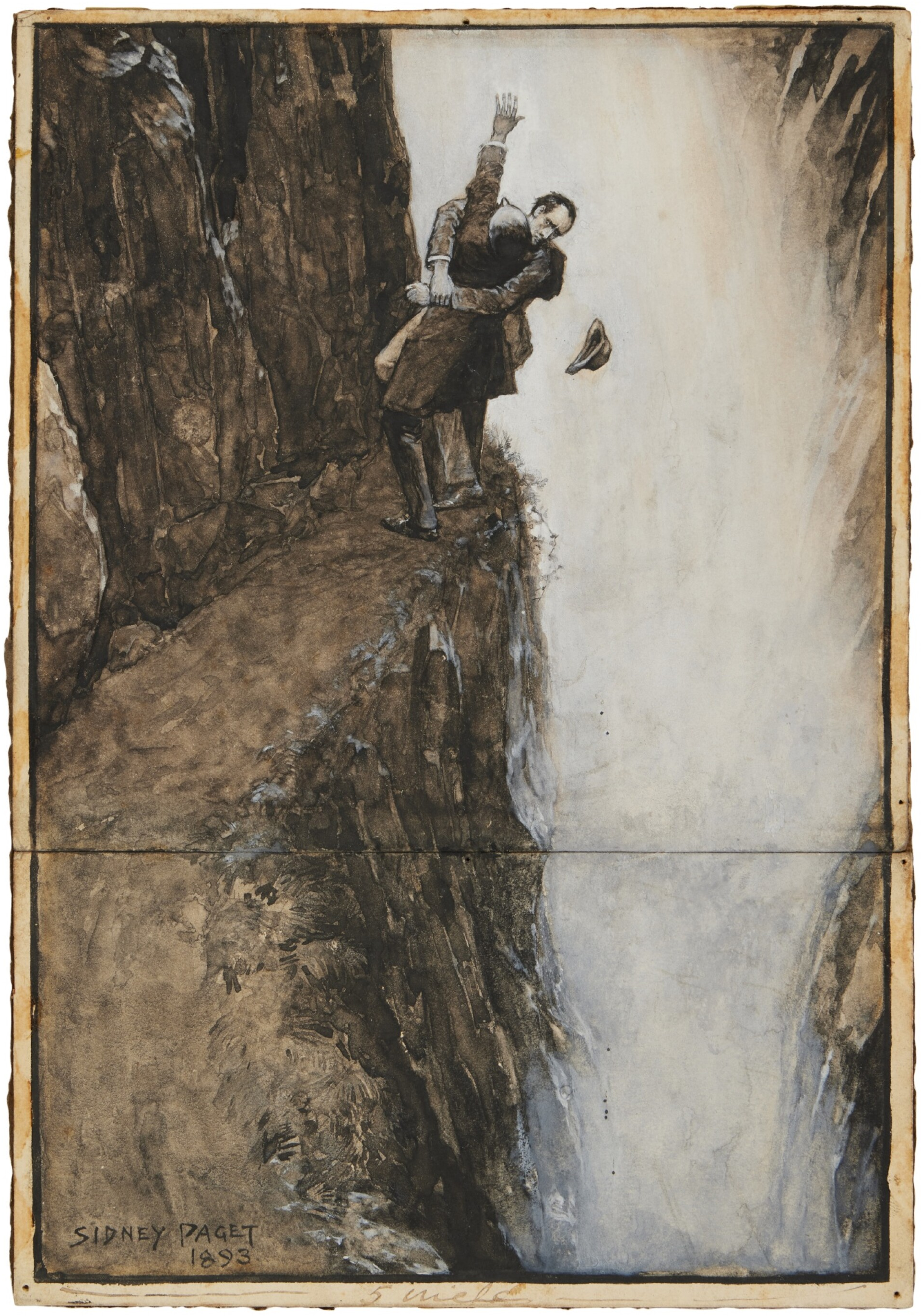
Holmes in gevecht met Moriarty bij de Reichenbachwaterval

Watson ontvangt bericht van een oude vriend Percy Phelps, die nu als officier bij de marine werkt. Er blijkt enkele weken terug een belangrijk verdrag te zijn gestolen uit zijn kantoor. De dief is vermoedelijk via een zijdeur binnen gekomen, en in het kantoor zijn geen voetafdrukken te zien, hoewel het buiten zwaar regende ten tijde van de diefstal. Er zijn al een paar verdachten verhoord, maar geen van hen blijkt de dader. Phelps heeft de afgelopen weken met een zenuwinzinking in bed gelegen vanwege het verlies van het verdrag. Holmes ondervraagt Phelps' verloofde Annie Harrisson en haar broer Joseph. Na wat onderzoek ontdekt hij dat Joseph Harrisson de dader is. Hij had het verdrag gestolen en snel verstopt in Phelps’ slaapkamer, maar kon het daar niet meer weghalen toen Phelps ziek in bed lag. Zijn motief voor de diefstal was geldproblemen, daar veel buitenlandse regeringen een fortuin over zouden hebben gehad voor het verdrag.

### The Adventure of the Final Problem
Dit verhaal brengt Holmes oog in oog met zijn grootste tegenstander, Professor Moriarty. Het verhaal begint wanneer er in korte tijd drie aanslagen worden gepleegd op Holmes. Hij staat op het punt om Moriarty te ontmaskeren als het criminele meesterbrein dat hij werkelijk is, en blijkbaar wil Moriarty hem zo de mond snoeren. Holmes’ strijd tegen Moriarty’s organisatie voert hem uiteindelijk naar Zwitserland, nadat hij er in Engeland reeds in is geslaagd het merendeel van Moriarty’s bende te laten arresteren. In de climax van het verhaal vechten Holmes en Moriarty het uit bij de Reichenbachwaterval, en vallen uiteindelijk beiden naar beneden.

## Achtergrond
De eerste Britse editie van het boek bevatte niet het verhaal "The Adventure of the Cardboard Box". De eerste Amerikaanse versie bevatte dit verhaal wel, maar bij latere herdrukken werd het eruit gehaald.
Met het verhaal "The Adventure of the Final Problem" wilde Arthur Conan Doyle oorspronkelijk de Sherlock Holmes-reeks tot een einde brengen. Daarom liet hij het lijken alsof Holmes om het leven was gekomen. Toen hij later toch de draad weer oppakte, besloot hij de uitkomst te veranderen door te melden dat Holmes zijn dood slechts in scène had gezet.